# Anna Sundström
Anna Sundström, nascuda com a Anna Christina Persdotter (26 de febrer de 1785 a Kymlinge, Estocolm – 27 de juny de 1871 a la parròquia d'Adolf Fredriks, Estocolm), va ser una química sueca. Va ser assistent del químic Jöns Jacob Berzelius de 1808 a 1836. Anna Sundström ha estat coneguda com la primera dona química de Suècia, un honor que pot compartir amb Louise Hammarström i amb Eva Ekeblad.

## Biografia
Anna Persdotter era filla del pagès Per Jansson, i més tard va prendre el nom de Sundström. Al principi, es va traslladar a la capital per fer de minyona, i el 1808 va ser emprada com a treballadora domèstica a casa de Jöns Jacob Berzelius, que era considerat un dels pares de la química moderna. Va actuar eficaçment com a ajudant i col·laboradora en la seva recerca. Així, mentre hi treballava, es va formar en química i en va adquirir un ampli coneixement. Berzelius en digué: «Està tan acostumada a tots els equips i els seus noms que podria, sense dubtar-ho, fer-la destil·lar àcid clorhídric». Sundström també administrava el seu laboratori i supervisava els seus estudiants, que afectivament l'anomenaven «Anna estricta».
Es va veure obligada a deixar la seva feina quan Berzelius es va casar amb Elisabeth Poppius el 1836. Alguns dels treballs que Berzelius va fer durant el període en què Sundstrom l'estava ajudant són aquests.
- La teoria de la reacció electroquímica, que conclou que es pot enviar un corrent elèctric entre dues substàncies per iniciar un intercanvi d'electrons.
- El dualisme electroquímic, una de les obres més conegudes. Tractava de la pila voltaica, que es va utilitzar en la primera bateria elèctrica inventada per Humphry Davy el 1803, i el seu poder per descompondre's químicament de tal manera que se separava en components de càrrega oposada.
- Estequiometria en química inorgànica, posant lloc els pesos atòmics dels elements i les fórmules de tots els compostos inorgànics. Això va fer que els científics posteriors l'encunyessin amb el nom d'estequiometria.
- El descobriment dels elements vanadi, lantà, didimi, erbi, terbi i seleni.[3]

## Llegat
Cada any, la divisió de química inorgànica de la Societat Química Sueca selecciona la millor tesi doctoral sueca en química inorgànica i lliura a l'autor o autora el Premi Anna Sundström.